# Burkburnett (Teksas)
Burkburnett je grad u američkoj saveznoj državi Teksas. Prema popisu stanovništva iz 2010. u njemu je živjelo 10.811 stanovnika.